# Composição química

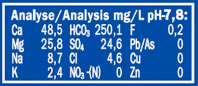
Composição química da água mineral da marca Naya Waters Inc.

Composição química é o conjunto de moléculas dos elementos químicos constituintes de uma certa substância.

## Composição química básica dos seres vivos
Todo ser vivo possui, em sua matéria, os seguintes elementos químicos: carbono (C), hidrogênio (H), oxigênio (O), nitrogênio (N), fósforo (P) e enxofre (S), que ao lado de outros elementos que aparecem em menor escala, formam substâncias complexas que constituem os seres vivos, denominados compostos orgânicos, como os carboidrato proteínas, os lipídios, as vitaminas e os ácidos nucleicos. 
Dois átomos de hidrogênio e um de oxigênio formam uma molécula de água, essas unidas formam uma substancia química.
O grupo básico de elementos, que forma a molécula de aminoácido, é denominado carboxila (CHOH). Na natureza são encontrados vinte aminoácidos diferentes, que se combinam de modos diferentes, por formato, tipo, quantidade, número e sequência, formando as proteínas e peptídeos. Além destas combinações, as proteínas são formadas por quatro níveis diferentes de agrupamentos moleculares. Todas estas combinações permitem um número muito grande de variações de proteínas.